# Gergely Czuczor
Gergely Czuczor (17. prosince 1800, Andód, dnes slovenské Andovce – 9. září 1866, Pešť, dnes Budapešť) byl maďarský romantický básník, učitel, jazykovědec a benediktinský mnich.

## Život
Jeho rodné jméno bylo Ištván, jméno Gergely přijal po vstupu do řehole. Pocházel z rodiny zámožnějšího gazdy. Studoval na střední škole v Nitře, Ostřihomu a své středoškolské vzdělání dokončil v Prešpurku (nyní Bratislava). Ačkoliv z něj chtěl jeho otec mít vojáka, vstoupil roku 1817 svým bratrancem Ištvánem Jedlikem (pozdějším významným fyzikem) do Řádu svatého Benedikta v Pannonhalmě. Následně studoval filosofii v Rábu a teologii v Pešti. Roku 1824 byl vysvěcen a začal působit jako učitel v Rábu a od roku 1830 v Komárně. Vyučoval rétoriku, lingvistiku a literaturu.

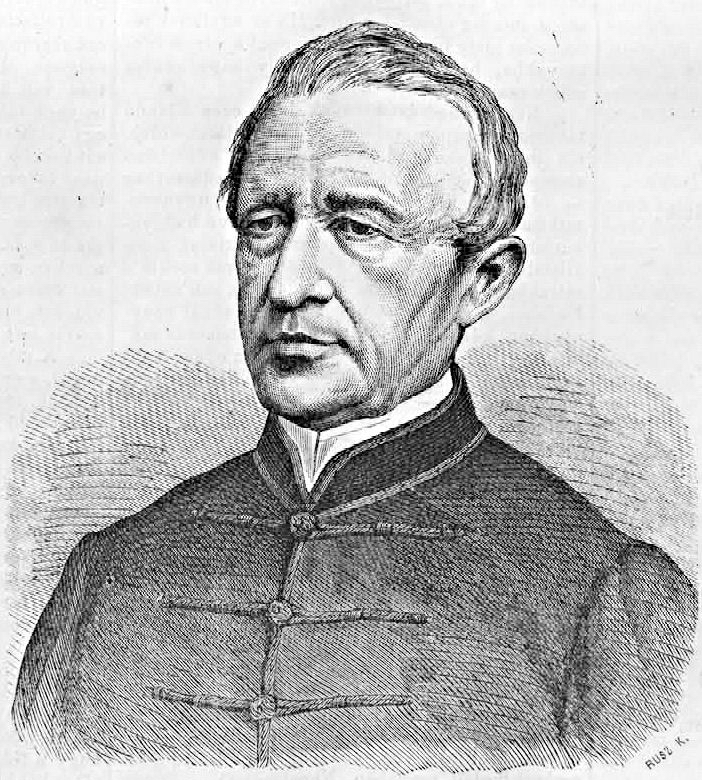
Gergely Czuczor roku 1866

Roku 1831 se stal členem korespondentem Uherské akademie věd a roku 1835 se stal jejím archivářem a sekretářem. Přesídlil do Pešti a stal se zde členem Kisfaludyho společnosti (Kisfaludy Társaság), což byla literární společnost v Pešti pojmenovaná po Károlym Kisfaludym, která patřila k nejvýznamnějším literárním institucím v Uhrách.
Když roku 1836 vydal Ferenc Toldy jeho básnické spisy, byl pro jejich erotický obsah a volnomyšlenkářství řádem donucen místo v Akademii opustit a vrátit se do kláštera, kde mohl v literární činnosti pokračovat až roku 1842. Roku 1844 jej pak Akademie pověřila vypracováním velikého slovníku maďarského jazyka.
Aktivně podporoval maďarskou revoluci v letech 1848–1849 a po její porážce byl za svou revoluční báseň Riadó (Poplach), která vyšla v politických novinách Kossuth Hirlapja Lajose Kossutha, odsouzen na šest let do vězení. Na přímluvu předsedy Akademie, hraběte Józsefa Telekiho, mu bylo již roku 1849 umožněno pokračovat v práci na slovníku, na kterém do své smrti na choleru roku 1866 spolupracoval s filologem Jánosem Fogarasim, který po jeho smrti slovník dokončil.
Jako básník spolupracoval s almanachem Aurora Károla Kisfaludyho. Svými baladami a hrdinskými eposy s vlasteneckou tematikou, napsanými v hexametrech, přispěl k rozvoji národní maďarské epiky. Mnoho jeho lyrických básní, psaných ve formě lidových písní, zlidovělo. Do maďarštiny přeložil díla Cornelia Nepota, Tacita a Jareda Sparkse. Jeho výkladový slovník maďarského jazyka jej řadí k předním představitelům maďarské lingvistiky.

## Výběrová bibliografie

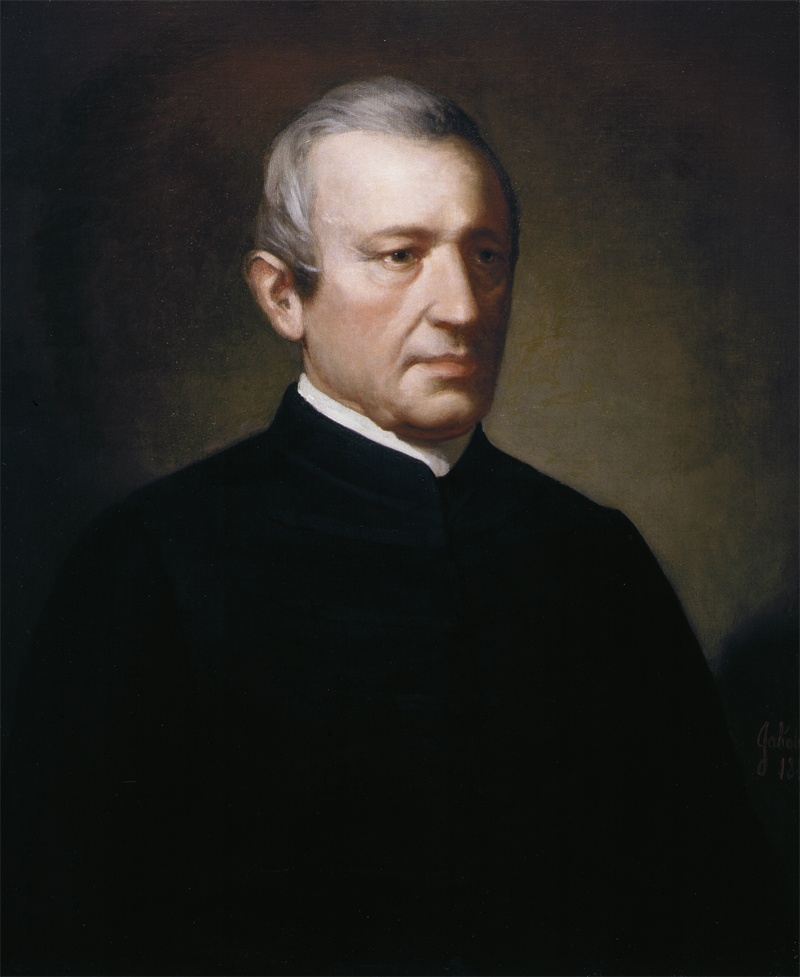
Czuczorův portrét od Károlyho Jakobeyho

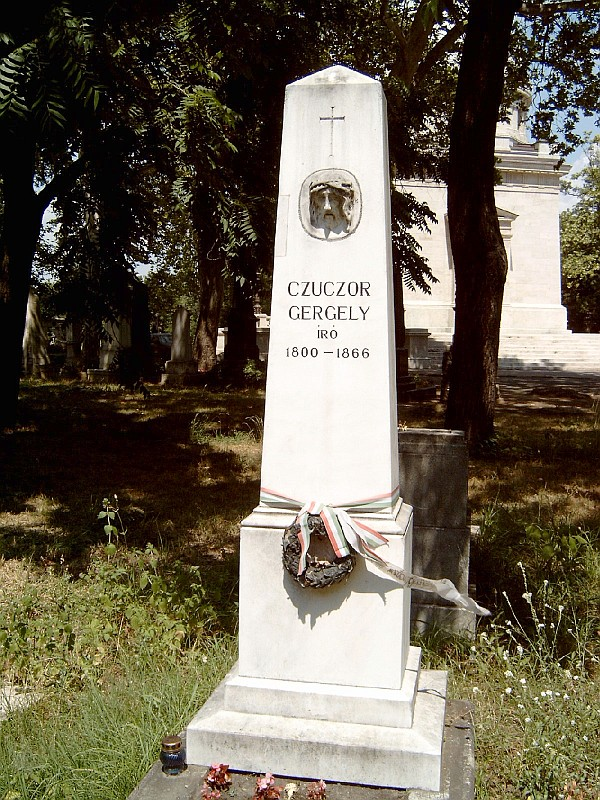
Czuczorův hrob v Budapešti

- Augsburgi ütközet (1824, Augšpurská bitva), epos popisující jedno z vítězství pohanských Maďarů.
- Aradi gyűlés (1828, Shromáždění v Aradu), epos o sněmu v Aradu, na kterém nechal král Béla II. zvaný Slepý popravit všechny šlechtice, kteří se spolupodíleli na jeho oslepení.
- Karád és Zemír (1830, Karád a Zemír), balada.
- Hunyadi János (1833, János Hunyadi), balada o sedmihradském vojvodovi a vojevůdci v bojích proti Turkům, Jánosovi Hunyadim.
- Botond (1833), epos líčící dobrodružné i milostné příběhy maďarského mytického hrdiny v Byzanci a jeho vítězný souboj s obrovitým řeckým válečníkem.
- Czuczor Gergely poetai munkái (1836, Básnické dílo Gergelyho Czuczora), souborné vydání autorových básní.
- A falusi kisleány Pesten (1837, Vesnické děvče v Pešti), epická báseň.
- Hunyadi halála (1837, Hunyadiho smrt), balada.
- Paprikás versek (1844–1848, Paprikové verše), didaktické verše.
- Riadó (1848, Poplach), revoluční báseň, která vyšla v politických novinách Kossuth Hirlapja Lajose Kossutha a za kterou byl Czuczor po porážce maďarské revoluce z let 1848–1849 odsouzen na šest let do vězení.
- A rab (1850, Vězeň), reflexivní báseň.
- A magyar nyelv szótára (1862–1874, Slovník maďarského jazyka), šest svazků, dokončeno Jánosem Fogarasim.